# دونالد ر. جوستين
دونالد ر. جوستين (بالإنجليزية: Donald R. Heath)‏ هو دبلوماسي أمريكي، ولد في 12 أغسطس 1894 في توبيكا في الولايات المتحدة، وتوفي في 15 أكتوبر 1981.

## وصلات خارجية
- دونالد ر. جوستين على موقع مونزينجر (الألمانية)
- دونالد ر. جوستين على موقع إن إن دي بي (الإنجليزية)